# Mountain Mary
Mountain Mary è un cortometraggio muto del 1915 diretto da Reaves Eason. Prodotto dalla American Film Manufacturing Company, fu sceneggiato su un soggetto di William Parker. Tra gli interpreti, Vivian Rich nel ruolo della protagonista, Joseph Galbraith, Charles Newton, Jack Richardson e Louise Lester.

## Produzione
Il film fu prodotto dalla American Film Manufacturing Company.

## Distribuzione
Distribuito dalla Mutual, il film - un cortometraggio in due bobine - uscì nelle sale statunitensi il 5 luglio 1915.